# Baldriga culnegra
La baldriga culnegra (Puffinus opisthomelas) és un ocell marí de la família dels procel·làrids (Procellariidae), d'hàbits pelàgics, que cria en algunes illes del Pacífic properes a la costa de Baixa Califòrnia i es dispersa pels mars al voltant.